# 船尾座PT
船尾座PT，又名BD-19 1967，HD 61068、SAO 153149、HR 2928，是船尾座的一颗恒星，视星等为5.74，位于銀經235.53，銀緯0.61，其B1900.0坐标为赤經7h 32m 17.3s，赤緯-19° 0.61′ 46″。